# شهرداری شهر ماریبور
شهرداری شهر ماریبور (به لاتین: City Municipality of Maribor) یک منطقهٔ مسکونی در اسلوونی است که در اسلوونی واقع شده‌است. شهرداری شهر ماریبور ۱۴۸ کیلومتر مربع مساحت و ۱۱۲٬۶۸۲ نفر جمعیت دارد.